# Basento
Basento (lat.: Casuentus)  je rijeka na jugu Italije, koja izvire u Apeninima, u planini Monte Arioso (1722 m), zapadno od grada Potenza, u talijanskoj regiji Basilicata i nakon toka od 149 km ulijeva se u Jonsko more, Tarantski zaljev kod grada Metaponto.